# 岡町 (岡崎市)
岡町（おかちょう）は、愛知県岡崎市大平地区の町名。丁番を持たない単独町名であり、78の小字が設置されている。

## 地理
岡崎市の南東部に位置する。町内北端に乙川、西端に竜泉寺川、山綱川が流れ、乙川は大平町・丸山町・小美町との、竜泉寺川、山綱川が美合町、蓑川新町との境界線になっている。小字を持つが丁番は持たない。

### 河川
- 乙川
- 山綱川
- 竜泉寺川

### 湖沼
- 大谷池
- 山の田池1号
- 山の田池2号
- 山の田池3号
- 山の田池4号
- 恵源前池

### 小字
| - 字池下（いけした） - 字石田（いしだ） - 字恵源前（えげんまえ） - 字大谷口（おおたにぐち） - 字沖中（おきなか） - 字落合（おちあい） - 字上柿ノ木田（かみかきのきだ） - 字上御給（かみごきゅう） - 字上権現（かみごんげん） - 字上野川（かみのかわ） - 字上曲り（かみまがり） - 字上山ノ田（かみやまのた） - 字北石原（きたいしはら） - 字北久保（きたくぼ） - 字北城下（きたしろした） - 字北棚田（きたたなだ） - 字北保母境（きたほぼざかい） - 字久武士野（くぶしの） - 字下程田（げてだ） - 字権現前（ごんげんまえ） - 字柿ノ木田（かきのきた） - 字坂下（さかした） - 字下タ野（したの） - 字下井（しもい） - 字下大谷（しもおおたに） - 字下河原（しもかわら） - 字下御給（しもごきゅう） - 字下権現（しもごんげん） - 字下野川（しものがわ） - 字神明（しんめい） - 字神明西（しんめいにし） - 字神明東（しんめいひがし） - 字神明前（しんめいまえ） - 字作岡（つくりおか） - 字寺屋敷（てらやしき） - 字出合（であい） - 字鳥居戸（とりいど） - 字棚田（たなだ） - 字寺前（てらまえ） | - 字中御給（なかごきゅう） - 字中椎野（なかしいの） - 字中野（なかの） - 字中万城（なかまんじょう） - 字流レ（ながれ） - 字西荒古（にしあらこ） - 字西一色（にしいしき） - 字西金山（にしかなやま） - 字西神馬崎北側（にしかんばさききたがわ） - 字西神馬崎南側（にしかんばさきみなみがわ） - 字西側（にしがわ） - 字西椎野（にししいの） - 字西野々宮（にしののみや） - 字花ノ木（はなのき） - 字原山（はらやま） - 字東荒古（ひがしあらこ） - 字東一色（ひがしいしき） - 字東金山（ひがしかなやま） - 字東神馬崎北側（ひがしかんばさききたがわ） - 字東神馬崎南側（ひがしかんばさきみなみがわ） - 字東椎野（ひがししいの） - 字東野々宮（ひがしののみや） - 字船山（ふなやま） - 字方便（ほうべん） - 字保母境（ほぼざかい） - 字程田（ほどた） - 字前波（まえなみ） - 字真弓（まゆみ） - 字水口（みずぐち） - 字南石原（みなみいしはら） - 字南久保（みなみくぼ） - 字南城下（みなみしろした） - 字南棚田（みなみたなだ） - 字南屋敷（みなみやしき） - 字六ツ小塚（むつこづか） - 字女能頭尻（めのとじり） - 字森東（もりひがし） - 字万城（まんじょう） - 字与三田（よさんた） |

## 世帯数と人口
2019年（令和元年）5月1日現在の世帯数と人口は以下の通りである。
| 町丁 | 世帯数    | 人口    |
| ---- | --------- | ------- |
| 岡町 | 1,033世帯 | 2,376人 |

### 人口の変遷
国勢調査による人口の推移
| 1995年（平成7年）  | 1,982人 | [ 5 ] |  |
| 2000年（平成12年） | 2,091人 | [ 6 ] |  |
| 2005年（平成17年） | 2,284人 | [ 7 ] |  |
| 2010年（平成22年） | 2,375人 | [ 8 ] |  |
| 2015年（平成27年） | 2,418人 | [ 9 ] |  |

## 学区
市立小・中学校に通う場合、学区は以下の通りとなる。
| 番・番地等 | 小学校             | 中学校             | 高等学校普通科 |
| ---------- | ------------------ | ------------------ | -------------- |
| 全域       | 岡崎市立美合小学校 | 岡崎市立美川中学校 | 三河学区       |

## 歴史
額田郡岡村を前身とする。

### 沿革
- 江戸時代 - 岡村は岡崎藩領（888石2斗4升1合）、法性院領（3石2斗5升）であった[11]。
- 1889年（明治22年）10月1日 - 町村制施行に伴い、岡村が和合村・保母村と合併し、美合村大字岡となる[12]。
- 1928年（昭和3年）9月1日 - 岡崎市へ編入し、同市岡町となる[13]。
- 1984年（昭和59年） - 藤川町との間で境界を変更[13]。
- 2001年（平成13年）2月10日 - 岡崎蓑川土地区画整理組合事業の換地処分に伴い、一部が蓑川新町となる[14]。

### 史跡
- 岡城跡
- 森東古墳

## 交通
道路
- 東名高速道路
  - 通過するだけである
- 国道1号
- 保母道
- 市道岡藤川線

## 施設
- 岡崎市消防本部東消防署
- 岡崎地域文化広場（おかざき世界子ども美術博物館）
- 国土交通省国道管理維持局岡崎出張所
- 経済連農地区産物衛生研究所
- 美合学区市民ホーム
- 一畑山薬師寺（一部）
- 阿弥陀寺
- 法泉寺
- 宝性院
- 宝塔寺
- 船橋神社
- アイシン 岡崎工場
- 愛知時計電機 岡崎工場
- エラステック 本社
- セキソー 葵工場
- 三井ミーハナイト・メタル 本社
- トラスコ中山 岡崎支店・プラネット東海
- 小久井農場

### 教育
- 愛知産業大学
- 愛知産業大学三河高等学校
- 岡崎市立美合小学校
- 岡崎市東部学校給食センター

## ギャラリー
- 岡崎市消防本部東分署
- 丸岡新橋（2013年3月23日開通）[15]
- おかざき世界子ども美術博物館
- 岡崎市立美合小学校
- 美合学区こどもの家
- 美合学区市民ホーム
- アイシン岡崎工場
- 愛知時計電機岡崎工場
- 三井ミーハナイト・メタル本社
- 愛知産業大学
- 小久井農場直売所の食事コーナー

## その他

### 日本郵便
- 郵便番号 : 444-0005[3]（集配局：岡崎郵便局[16]）。

## 参考資料
- 「角川日本地名大辞典」編纂委員会 編『角川日本地名大辞典 23 愛知県』角川書店、1989年3月8日。ISBN 4-04-001230-5。
- 有限会社平凡社地方資料センター 編『日本歴史地名大系第23巻 愛知県の地名』平凡社、1981年。ISBN 4-582-49023-9。
- 新編岡崎市史編さん委員会 編『新編岡崎市史 総集編 20』1993年。